# Journal of Molecular Structure: THEOCHEM
Journal of Molecular Structure: THEOCHEM was een internationaal, aan collegiale toetsing onderworpen wetenschappelijk tijdschrift op het gebied van de fysische chemie.
De naam wordt in literatuurverwijzingen meestal afgekort tot J. Mol. Struct.
Het is opgericht in 1981 en werd uitgegeven door Elsevier. In 2011 is het voortgezet als Computational and Theoretical Chemistry.